# Tommo
Tommo Inc. est une entreprise américaine basée à Pomona en Californie et fondée en 1989, qui édite des jeux vidéo. Elle détient les droits de distributions de Jump Super Stars et Jump Ultimate Stars via les distributeurs Best Buy , Gamestop et Fry's Electronics en Amérique du Nord. En 2012, Tommo passe un partenariat avec SNK Playmore (branche américaine) pour créer la console portable Neo-Geo X,.

## Description
Tommo est une entreprise américaine qui a été créée en 1989. La société édite des jeux vidéo sur console ainsi que des coques pour téléphone mobile.
Le 19 juillet 2013, Tommo rachète Humongous à l'occasion de la procédure de faillite de Atari.

### Neo-Geo X
En 2012, SNK Playmore (branche américaine) passe un partenariat avec Tommo pour créer la console portable Neo-Geo X,. Sortie le 18 décembre 2012 dans le pack « Neo Geo X Gold Limited Edition », elle permet de jouer aux jeux originaux sortis sur le système Neo-Geo MVS et AES. Elle est livrée avec 20 jeux originaux Neo-Geo pré-installés et des jeux supplémentaires sont disponibles sur cartouches de jeu (NEO-GEO X Mega Pack Volume 1 et NEO-GEO X Classics Volume 1 à 5). La Neo-Geo X devient console de salon par l'intermédiaire du slot Neo-Geo X Gold, il suffit d'insérer la Neo-Geo X dans le support pour jouer sur n'importe quel écran de télévision. Dans le pack figure également une réplique du joystick Neo-Geo AES.
Cependant, la console utilisant une base de Linux et l'émulateur FB Alpha pour faire fonctionner les jeux Neo-Geo, a été piratée très rapidement, très facilement, et de plusieurs manières.
Dans un premier temps, il est possible de jouer à n'importe quel jeu Neo-Geo, c'est-à-dire charger n'importe quelle rom et d'y jouer. La console ne possédant pas de protection contre la copie de sa mémoire, il suffit de charger une rom à la place de la mémoire originale pour jouer au jeu de son choix.
Peu de temps après, une deuxième manière de pirater la console est dévoilée (branchement vers un PC via un câble, puis hackage), permettant de jouer à plusieurs autres consoles de jeux, comme les Nintendo Nes, Super Nintendo, Game Boy Advance, Game Boy Color, les Sega Mega Drive, Master System, l'Atari 2600, la Sony PlayStation, et en arcade, le Capcom CPS1 et CPS2 et bien sûr toures rom Neo-Geo MVS ou AES.
Moins d'un après le lancement de la console, le 2 octobre 2013, SNK Playmore décide de stopper son partenariat avec Tommo (qui n'en est pas à ses premiers déboires judiciaires) à cause du piratage de la console, ,,,. Malgré plusieurs injonctions répétées de la part de SNK Playmore, le 8 octobre 2013, Tommo réfute la rupture de licence déclarée par SNK Playmore et continue ses activités prévues jusqu'en 2016,,.

## Jeux sur consoles
PlayStation 2 / GameCube
- 2002 / 2003  : Space Raiders
- 2007  : Raiden III

PlayStation Portable:
- 2006  : Chameleon: To Dye For!
- Warriors of the Lost Empire
- 2006  : Breath of Fire III

Nintendo DS :
- Interactive Storybook DS: Series 1
- 2007 : Interactive Storybook DS: Series 2
- 2007 : Interactive Storybook DS: Series 3
- O.M.G. 26: Our Mini Games
- Professional Fisherman's Tour: Northern Hemisphere
- 2008 : Smart Girl's Magical Book Club
- 2008 : Smart Girl's Party Game

Wii :
- 2007  : Spy Games: Elevator Mission
- 2008: Ultimate Shooting Collection

Nintendo DS:
- 2006  : Jump Super Stars
- 2006  : Jump Ultimate Stars

Neo-Geo
- NEO-GEO X Mega Pack Volume 1
- NEO-GEO X Classics Volume 1 à 5